# 教育省 (スリランカ)
教育省（シンハラ語: අධ්‍යාපන අමාත්‍යාංශය、タミル語: கல்வி அமைச்சு、英語: Ministry of Education）は、スリランカ政府の省の一つ。スリランカの教育のうち、初等教育と中等教育を管轄する。スリランカにおいて高等教育は教育省ではなく高等教育省 (Ministry of Higher Education) の管轄とされているが、教育省管轄の大学も2校存在している。

## 教育省に所属する高等教育機関
- Advanced Technological Institute（英語版）
- ブッダスラヴァカ・ビクシュ大学（英語版）
- スリランカ仏教パーリ語大学（英語版）

## 教育省が管轄する国立学校
- D. S. セーナーナーヤカ・カレッジ（英語版）
- アナンダ・カレッジ
- コロンボ・ヒンドゥー・カレッジ（英語版）
- ナーランダ・カレッジ
- ロイヤル・カレッジ